# Tiridates II.
Tiridates II. war ein parthischer Usurpator, der um 30 v. Chr. bis 25 v. Chr. Teile des Reiches beherrschte. Er schaffte es, den regierenden König Phraates IV. in die Flucht zu schlagen, doch wurde Tiridates II. von Phraates IV. schließlich besiegt und musste nach Syrien flüchten. Er konnte aber einen Sohn von Phraates IV. gefangen nehmen, den er den Römern übergab. Mit römischer Hilfe gelang es Tiridates II., im Jahr 26 v. Chr. Teile von Mesopotamien zu erobern. In Babylonien prägte er sogar eigene Münzen. Im folgenden Jahr ist er dann aber endgültig besiegt worden.